# Revelación (EP)
Revelación es el cuarto extended play (EP) de la cantante estadounidense Selena Gomez. Es su primera producción discográfica completamente en español y fue lanzada el 12 de marzo de 2021 a través del sello discográfico Interscope Records.  Gomez colaboró con varios productores como Albert Hype, DJ Snake, Jota Rosa, Maro, Neon16, y Tainy, para lograr el sonido deseado. Es el primer proyecto musical de Gomez nominado en los premios Grammy (tanto latinos como anglófono).
El EP fue apoyado por tres sencillos: "De Una Vez", "Baila Conmigo" (con Rauw Alejandro), y "Selfish Love" (con DJ Snake), y es el primer proyecto de Gomez en ocupar un lugar destacado en español. Combina pop latino con reguetón, electropop y R&B alternativo con elementos de la música urbana. Marca una desviación del sonido dance-pop de su predecesor, Rare (2020). Tras su lanzamiento,  Revelación  recibió elogios de los críticos musicales, que destacaron su producción de buen gusto, y elogiaron la expansión de Gomez con su arte. El EP se convirtió en su proyecto con las mejores críticas en Metacritic.
Comercialmente, Revelación debutó en el puesto número 22 en el Billboard 200 de los Estados Unidos, vendiendo 23.000 equivalent album units en su primera semana de lanzamiento, marcando así la mayor semana de ventas de un álbum de música latina de una mujer, algo que no se veía desde El Dorado (2017) de Shakira. También debutó en la cima de la lista Billboard Top Latin Albums. Cuatro canciones de  Revelación  entraron en la lista Billboard Hot Latin Songs del 27 de marzo de 2021. El video musical de su canción de apertura, "De Una Vez", fue nominado al Premio Grammy latino al mejor video musical versión corta en la entrega de los Premios Grammy Latinos 2021.
Revelación también recibió otra nominación  en la categoría Premio Grammy al mejor álbum de pop latino en la entrega de la 64.ª edición de los Premios Grammy, convirtiéndose  en la primera nominación al Grammy de Gomez.

## Antecedentes y grabación
En una entrevista de febrero de 2020 con la revista Dazed, Gomez reveló que tenía planes de lanzar música en español. Para adelantar la presentación de nueva música en español, en enero de 2021, la cantante citó un tuit de enero de 2011 que hacía referencia a un álbum en español nunca lanzado, diciendo: «Creo que valdrá la pena la espera».

«Esto ha sido algo que he querido hacer durante 10 años, trabajando en un proyecto en español, porque estoy muy, muy orgullosa de mi herencia, y realmente sentí que quería que esto sucediera. Con toda la división del mundo, hay algo en la música latina que a nivel mundial solo hace que la gente sienta cosas, ¿sabes?»
Gomez sobre el porque hacer música en español, al entrevistador Zane Lowe.

La grabación de Revelación comenzó justo antes de la introducción de los bloqueos relacionados con la pandemia mundial de COVID-19; se grabó casi en su totalidad de forma remota, en un estudio de grabación doméstico, utilizando Zoom para comunicarse. Gomez contrató a Leyla Hoyle-Guerrero, una entrenadora de idiomas, para ayudar a restaurar su vocabulario en español, mejorar su acento y practicar su jerga.

## Composición
Revelación ha sido descrito como un disco de reguetón, R&B y electropop, con influencias de urbano. Marca una desviación del sonido dancepop de su predecesor, Rare (2020). Gomez afirmó que los temas del EP son «fuerza, amor, perdón y seguir adelante».

## Lanzamiento y promoción
El sencillo principal del EP, «De una vez», se lanzó el 14 de enero de 2021. Su primera incursión en la música hispana desde el lanzamiento de la versión en español de su antiguo sencillo «A Year Without Rain» ―cuando estuvo en Selena Gomez & the Scene en 2010―, titulada «Un año sin lluvia», describió la canción como «un hermoso himno de amor». El video musical, dirigido por Los Pérez, se estrenó el mismo día.
El lanzamiento del material se anunció el 27 de enero de 2021, junto con el anuncio de su segundo sencillo, «Baila conmigo», con el cantante puertorriqueño Rauw Alejandro. El sencillo fue lanzado el 29 de enero de 2021, y el EP estuvo disponible para preordenar el mismo día. El video musical que lo acompaña también se estrenó junto con la canción y fue dirigido por el cineasta brasileño Fernando Nogari.
El tercer sencillo del proyecto, una colaboración con el DJ y productor francés DJ Snake, titulado «Selfish Love», se anunció el 25 de febrero de 2021,  y se lanzó el 4 de marzo de 2021, junto con su video musical, dirigido por Rodrigo Saavedra. La pista marcó la segunda asociación entre los artistas, luego de su exitoso sencillo «Taki Taki» con Cardi B y Ozuna en 2018. La lista de canciones del EP se dio a conocer el 2 de marzo de 2021. En los días previos al lanzamiento de Revelación, Gomez lanzó avances de las canciones aun por lanzar a través de las redes sociales.

### Gira
Después de que termine la pandemia por COVID-19, Gomez planea embarcarse en su primera gira pospandémica en Sudamérica.

## Recepción

### Comentarios de la crítica
Revelación recibió una respuesta positiva por parte de la crítica. En el sitio web Metacritic, acumuló 83 puntos de 100 considerando 4 reseñas, lo que indica «aclamación universal» siendo la puntuación más alta otorgada de cualquiera de sus álbumes.
Hannah Mylrea de NME declaró que el EP reemplaza a «todos los mayores contendientes pop» del viejo catálogo de Gomez con «R&B y reggaeton de buen gusto» que brillan una nueva confianza. El crítico de Entertainment Weekly, Marcus Jones, afirmó que el proyecto logra establecer la capacidad de Gomez «para seguir la línea», ya que ella no abarca completamente el urbano Latino, pero le agrega su propio toque. Él opinó que el EP es una aventura arriesgada para Gomez, llamándola «una música mucho más versátil de lo que se le ha atribuido». Lucas Villa de Rolling Stone describió al material como un «coqueteo cautivador con el mundo de la música latina» para la cantante.
Revelación recibió una nominación en los premios Grammy 2022.

## Lista de canciones
| Revelación |                                      | |                                        |          |  |
| N.º        | Título                               | Escritor(es) | Productor(es)                          | Duración |  |
| 1.         | «De una vez»                         | Selena Gomez, Abner Cordero Boria, Christopher Carballo Ramos, Marco Masís, Andrea Mangiamarchi, Alejandro Borrero, Ivanni Rodríguez y Ricardo López Lalinde      | Albert Hype, Jota Rosa, Neon16 y Tainy | 2:35     |  |
| 2.         | «Buscando amor»                      | Borrero, Cordero Boria, Mangiamarchi, Masís, Rodríguez, Randy Class, Gomez y Zabdiel De Jesús                                                                     | Jota Rosa, Neon16 y Tainy              | 3:08     |  |
| 3.         | «Baila conmigo» (con Rauw Alejandro) | Edgar Barrera, Borrero, Carballo Ramos, Cordero Boria, Jorge A. Diaz, Gomez, Mangiamarchi, Masís, Alberto Carlos Menendez, Raúl Alejandro Ocasio Ruiz y Rodríguez | Albert Hype, Jota Rosa, Neon16 y Tainy | 3:06     |  |
| 4.         | «Dámelo to'» (junto a Myke Towers)   | Borrero, Carballo Ramos, Cordero Boria, Gomez, Mangiamarchi, Masis, Menendez, Julia Michaels, Rodriguez y Michael Torres                                          | Albert Hype, Jota Rosa, Neon16 y Tainy | 3:04     |  |
| 5.         | «Vicio»                              | Cordero Boria, Alberto Carlos Melendez, Borrero, Rose, Gregory Aldae Hein, Rodríguez, Masis, Gomez y Santiago Beltran                                             | Albert Hype, Jota Rosa, Neon16 y Tainy | 2:40     |  |
| 6.         | «Adiós»                              | Cordero Boria, Borrero, Carolina Isabel Colón Juarbe, Rodríguez, Masis, Gomez, Jorge Luis Perez, Jr. y Juan Andrés Ceballos                                       | Neon16, Nito y Tainy                   | 2:10     |  |
| 7.         | «Selfish Love» (con DJ Snake)        | Carballo Ramos, Kat Dahlia, Gomez, K Sotomayor y Marty Maro | DJ Snake y Maro                        | 2:48     |  |
| 19:31      |                                      | |                                        |          |  |

## Personal
Créditos adaptados de Tidal.
Intérpretes o ejecutantes
- Selena Gomez - voz (todas las pistas), voz de fondo (3, 7)
- Elena Rose - coros (1-6)
- Albert Hype - programación (1, 3, 4)
- Jota Rosa - programación (1–4, 6)
- Tainy - programación (1–4, 6)
- Kat Dahlia - coros (5-7)
- Nito - programación (6)

Técnico
- Chris Gehringer - ingeniero de masterización (1–6)
- Nicholas Mercier - ingeniero de masterización, ingeniero de mezcla (7)
- Serban Ghenea - mezclador (1–6)
- DJ Snake - mezclador (7)
- John Hanes - ingeniero de mezcla (1, 3, 6)
- Angelo Carretta - ingeniero (1, 3)
- Bart Schoudel - ingeniero (todas las pistas), ingeniero vocal (7)
- Mick Raskin - ingeniero asistente de grabación (5)

Portada
- Stephen Serrato - dirección creativa y diseño gráfico
- Gerardo Santos - escenografía
- Camila Falquez - fotógrafa
- Andi Elloway - postproducción
- Kate Young - armario
- Orlando Pita - cabello
- Hung Vanngo - maquillaje

## Posicionamiento en listas
| Lista (2021)                        | Mejor posición |
| ----------------------------------- | -------------- |
| Alemania (Media Control Charts)     | 39             |
| Argentina (CAPIF)                   | 10             |
| Bélgica (Ultratop Flandes)          | 19             |
| Bélgica (Ultratop Valonia)          | 18             |
| Escocia (Scottish Albums Chart)     | 20             |
| Finlandia (Suomen virallinen lista) | 32             |
| Italia (FIMI)                       | 33             |
| Lituania (AGATA)                    | 10             |
| Países Bajos (Album Top 100)        | 52             |
| Reino Unido (UK Albums Chart)       | 28             |

## Historial de lanzamiento
| Región         | Fecha               | Versión  | Formato                                  | Discográfica          | Ref.                        |
| -------------- | ------------------- | -------- | ---------------------------------------- | --------------------- | --------------------------- |
| Varios         | 12 de marzo de 2021 | Estándar | Box set, CD, descarga digital, streaming | Interscope            | [ 42 ] [ 43 ] [ 44 ] [ 45 ] |
| Japón          | 19 de marzo de 2021 | De lujo  | CD                                       | Universal Music Group | [ 46 ]                      |
| Estados Unidos | 25 de junio de 2021 | Estándar | Vinilo                                   | Interscope            | [ 47 ]                      |